# کایروپراکتیک
کایروپراکتیک یا مهره‌ورزی (انگلیسی: Chiropractic) شکلی از پزشکی جایگزین است که تمرکزش بیشتر بر روی تشخیص و درمان اختلالات حرکتی دستگاه ماهیچه‌ای‌اسکلتی انسان به‌ویژه ستون مهره‌هاست.
کایروپراکتیک به عنوان شاخه ای از علم پزشکی (فیزیوتراپی) محسوب می‌شود و افرادی که در این زمینه کار می‌کنند معمولا مدرک پزشکی ندارند و در دانشگاه‌های معمول تحصیل نمی‌کنند بلکه در مؤسسات خاص کایروپراکتیک دوره‌های تحصیلی خود را می‌گذرانند و مدرک خود را دریافت می‌کنند.
اثر بخشی کایروپراکتیک تاکنون تنها در تسکین برخی از انواع دردهای کمر ثابت شده‌است.
اگر تکنیکها به درستی انجام نشوند و حرکات اشتباه انجام شوند برخی تکنیک‌های کایروپراکتیک مخصوصاً روش‌های مرسوم برای گردن می‌تواند خطرآفرین باشد چرا که می‌تواند موجب گشاد شدن رباط های گردن شود، خصوصاً در افرادی که نادانسته مشکلات بافت‌های همبندی مانند سندرم اهلرز دانلوس دارند ممکن است گشادی رباط ها به حدی برسد که موجب عدم تعادل مفصل آتلانتو-اکسیال (مفصل میان مهره ۱ و ۲) یا مفصل آتلانتو-اکسیپیتال (مفصل میان جمجمه و مهره ۱) شود که این به نوبه خود موجب می‌شود با چرخش یا حرکت معمول گردن، ساقه مغز (مدولا) یا نخاع گردنی فشرده شود و انواع مشکلات نورولوژیک مانند خستگی مفرط و سردرد زیر جمجمه و بیخوابی و … پدید آید.
در مورد سایر خطرات مربوط به پیچاندن‌های ناگهانی گردن که جزو تکنیک‌های مرسوم کایروپراکتیک می‌باشد، می‌توان به وقوع سکته مغزی اشاره کرد که تاکنون در موارد اندکی رخ داده‌است به همین دلیل کسی که حرکات را انجام میدهد باید حتما شرح حال کاملی از بیمار بگیرد.

## مبانی مفهومی

### فلسفه
کایروپراکتیک به طور کلی به عنوان پزشکی مکمل و جایگزین (CAM) طبقه بندی می شود که بر دستکاری دستگاه ماهیچه‌ای‌اسکلتی، به ویژه ستون مهره‌ها تمرکز دارد. بنیانگذار آن، دی. دی. پالمر، آن را "علم شفابخشی بدون دارو" نامید.
ریشه‌های کایروپراکتیک در پزشکی سنتی جااندازی استخوان است و با تکامل آن، حیات‌گرایی، الهام معنوی و خردگرایی را در خود جای داد. فلسفه اولیه آن بر اساس استدلال قیاسی از دکترین غیرقابل انکار بود که به تمایز کایروپراکتیک از پزشکی کمک کرد، از آن در برابر ادعاهای طبابت بدون مجوز دفاع قانونی و سیاسی کرد و به کایروپراکتورها اجازه داد تا خود را به عنوان یک حرفه مستقل تثبیت کنند. این فلسفه "مستقیم"، که برای نسل‌های کایروپراکتور آموزش داده می‌شد، استدلال استقرایی روش علمی را رد می‌کند و بر استنتاج از اصول اولیه حیاتی‌گرایانه به جای ماده‌باوری علم تکیه می‌کند. با این حال، اکثر practitioners تمایل دارند تحقیقات علمی را در کایروپراکتیک بگنجانند، و اکثر practitioners "مخلوط‌ها" هستند که تلاش می‌کنند تقلیل‌گرایی مادی علم را با مابعدالطبیعه پیشینیان خود و با پارادایم کل‌نگر سلامتی ترکیب کنند. یک تفسیر در سال ۲۰۰۸ پیشنهاد کرد که کایروپراکتیک خود را به عنوان بخشی از کمپینی برای حذف دگم‌های غیرقابل آزمایش و مشارکت در تفکر انتقادی و تحقیقات مبتنی بر شواهد، از فلسفه مستقیم جدا کند.
اگرچه تنوع گسترده‌ای از ایده‌ها در بین کایروپراکتورها وجود دارد، آنها در این باور مشترک هستند که ستون فقرات و سلامتی به روشی اساسی با هم مرتبط هستند و این رابطه از طریق دستگاه عصبی واسطه می‌شود. برخی از کایروپراکتورها ادعا می‌کنند که دستکاری ستون فقرات می‌تواند بر انواع بیماری‌ها مانند نشانگان روده تحریک‌پذیر و آسم تأثیر بگذارد.
فلسفه کایروپراکتیک شامل دیدگاه‌های زیر است:
کل‌نگری فرض می‌کند که سلامتی تحت تأثیر همه چیز در محیط فرد قرار می‌گیرد. برخی منابع همچنین شامل یک بعد معنوی یا هستی‌شناسی می‌شوند. در مقابل، تقلیل‌گرایی در کایروپراکتیک، علل و درمان مشکلات سلامتی را به یک عامل واحد، یعنی مهره نیمه‌دررفتگی کاهش می‌دهد. هم‌ایستایی بر توانایی‌های ذاتی خوددرمانی بدن تأکید می‌کند. مفهوم اولیه کایروپراکتیک از هوش ذاتی را می‌توان به عنوان استعاره‌ای برای هم‌ایستایی در نظر گرفت.
تعداد زیادی از کایروپراکتورها می‌ترسند که اگر خود را از مفهوم حیات‌گرایانه سنتی هوش ذاتی جدا نکنند، کایروپراکتیک همچنان به عنوان یک حرفه حاشیه‌ای دیده شود. نوعی از کایروپراکتیک به نام ناپراپاتی در اوایل قرن بیستم در شیکاگو سرچشمه گرفت. این رشته معتقد است که دستکاری دستی بافت نرم می‌تواند "تداخل" در بدن را کاهش دهد و در نتیجه سلامت را بهبود بخشد.

### مستقیم‌ها و مخلوط‌ها
کایروپراکتورهای مستقیم به اصول فلسفی تعیین شده توسط دی. دی. و بی. جی. پالمر پایبند هستند و تعاریف متافیزیکی و ویژگی‌های حیاتی‌گرایانه را حفظ می‌کنند. کایروپراکتورهای مستقیم بر این باورند که مهره نیمه‌دررفتگی منجر به تداخل با "هوش ذاتی" می‌شود که از طریق سیستم عصبی انسان اعمال می‌شود و یک عامل خطر اساسی برای بسیاری از بیماری‌ها است. مستقیم‌ها تشخیص پزشکی شکایات بیمار را که آنها را "اثرات ثانویه" نیمه‌دررفتگی‌ها می‌دانند، برای درمان کایروپراکتیک غیرضروری می‌دانند. بنابراین، کایروپراکتورهای مستقیم در درجه اول به شناسایی و تصحیح نیمه‌دررفتگی مهره‌ها از طریق تنظیم توجه دارند و انواع دیگر درمان‌ها را در سبک عملکرد خود "مخلوط" نمی‌کنند. فلسفه و توضیحات آنها متافیزیکی است و آنها ترجیح می‌دهند از اصطلاحات واژگانی سنتی کایروپراکتیک مانند "انجام تجزیه و تحلیل ستون فقرات"، "تشخیص نیمه‌دررفتگی"، "تصحیح با تنظیم" استفاده کنند. آنها ترجیح می‌دهند جدا و متمایز از مراقبت‌های بهداشتی جریان اصلی باقی بمانند. اگرچه این گروه در اقلیت هستند، "آنها توانسته‌اند وضعیت خود را به عنوان خالص‌ترین‌ها و وارثان دودمان به نفوذی تبدیل کنند که به طور چشمگیری با تعدادشان تناسب ندارد."
کایروپراکتورهای مخلوط، رویکردهای تشخیصی و درمانی را از دیدگاه‌های کایروپراکتیک، پزشکی یا استئوپاتی "مخلوط" می‌کنند و اکثریت کایروپراکتورها را تشکیل می‌دهند. برخلاف کایروپراکتورهای مستقیم، مخلوط‌ها معتقدند که نیمه‌دررفتگی یکی از دلایل متعدد بیماری است و از این رو تمایل دارند نسبت به پزشکی جریان اصلی باز باشند. بسیاری از آنها تشخیص‌های پزشکی جریان اصلی را در خود جای داده‌اند و از درمان‌های مرسوم از جمله تکنیک‌های فیزیوتراپی مانند ورزش، کشش، ماساژ، بسته‌های یخ، تحریک الکتریکی عضلات، فراصوت درمانی و گرمای مرطوب استفاده می‌کنند. برخی از مخلوط‌ها همچنین از تکنیک‌های پزشکی جایگزین، از جمله مکمل‌های غذایی، طب سوزنی، هومیوپاتی، گیاهان دارویی و بازخورد زیستی استفاده می‌کنند.
اگرچه مخلوط‌ها گروه اکثریت هستند، بسیاری از آنها به نیمه‌دررفتگی مهره‌ها اعتقاد دارند، همانطور که در یک نظرسنجی در سال ۲۰۰۳ از ۱۱۰۰ کایروپراکتور آمریکای شمالی نشان داده شد، که نشان داد ۸۸ درصد می‌خواهند اصطلاح "مجموعه نیمه‌دررفتگی مهره‌ای" را حفظ کنند و زمانی که از آنها خواسته شد درصد اختلالات اندام‌های داخلی که نیمه‌دررفتگی به طور قابل توجهی در آنها نقش دارد را تخمین بزنند، میانگین پاسخ ۶۲ درصد بود. یک نظرسنجی در سال ۲۰۰۸ از ۶۰۰۰ کایروپراکتور آمریکایی نشان داد که اکثر کایروپراکتورها به نظر می‌رسد معتقدند که یک رویکرد بالینی مبتنی بر نیمه‌دررفتگی ممکن است برای رسیدگی به اختلالات احشایی کاربرد محدودی داشته باشد و رویکردهای بالینی غیر مبتنی بر نیمه‌دررفتگی را برای چنین شرایطی بسیار مطلوب می‌دانند. همین نظرسنجی نشان داد که اکثر کایروپراکتورها عموماً معتقدند که اکثر رویکرد بالینی آنها برای رسیدگی به اختلالات عضلانی اسکلتی/بیومکانیکی مانند کمردرد مبتنی بر نیمه‌دررفتگی است. کایروپراکتورها اغلب درمان‌های مرسومی مانند فیزیوتراپی و مشاوره شیوه زندگی را ارائه می‌دهند و برای افراد غیرحرفه‌ای دشوار است که غیرعلمی را از علمی متمایز کنند.

### مهره نیمه‌دررفتگی
در پزشکی مبتنی بر علم، اصطلاح "نیمه‌دررفتگی" به دررفتگی ناقص یا جزئی یک مفصل اشاره دارد، از لاتین luxare به معنای 'دررفتگی'. در حالی که پزشکان از این اصطلاح منحصراً برای اشاره به دررفتگی‌های فیزیکی استفاده می‌کنند، بنیانگذار کایروپراکتیک، دی. دی. پالمر، کلمه نیمه‌دررفتگی را با معنای متافیزیکی و فلسفی برگرفته از سنت‌های شبه‌علمی مانند حیات‌گرایی القا کرد.
پالمر ادعا کرد که نیمه‌دررفتگی‌های مهره‌ای با عملکرد بدن و توانایی ذاتی آن برای التیام خود تداخل می‌کنند. دی. دی. پالمر نظریه قبلی خود را مبنی بر اینکه نیمه‌دررفتگی‌های مهره‌ای باعث گیر افتادن اعصاب در فضاهای بین مهره‌ای می‌شوند، به نفع نیمه‌دررفتگی‌هایی که باعث تغییر ارتعاش عصبی می‌شوند، رد کرد، چه خیلی سفت و چه خیلی شل، که بر تُن (سلامت) اندام انتهایی تأثیر می‌گذارد. او این موضوع را با اشاره به اینکه دانش هوش ذاتی برای عمل شایسته کایروپراکتیک ضروری نیست، واجد شرایط دانست. این مفهوم بعداً توسط پسرش، بی. جی. پالمر، بسط داده شد و در ارائه مبنای قانونی برای متمایز کردن کایروپراکتیک از پزشکی مرسوم مؤثر بود. در سال ۱۹۱۰، دی. دی. پالمر نظریه‌پردازی کرد که سیستم عصبی سلامتی را کنترل می‌کند:
فیزیولوژیست‌ها فیبرهای عصبی را که اعصاب را تشکیل می‌دهند، به دو دسته آوران و وابران تقسیم می‌کنند. تأثیرات بر انتهای فیبرهای عصبی آوران محیطی ایجاد می‌شوند. اینها احساساتی را ایجاد می‌کنند که به مرکز سیستم عصبی منتقل می‌شوند. فیبرهای عصبی وابران، تکانه‌ها را از مرکز به انتهای خود می‌برند. بیشتر اینها به ماهیچه‌ها می‌روند و بنابراین تکانه‌های حرکتی نامیده می‌شوند. برخی ترشحی هستند و وارد غدد می‌شوند. بخشی بازدارنده هستند و وظیفه آنها مهار ترشح است. بنابراین، اعصاب تکانه‌ها را به بیرون و احساسات را به داخل منتقل می‌کنند. فعالیت این اعصاب یا فیبرهای آنها ممکن است در اثر برخورد، هیجان‌زده یا کاهش یابد، که نتیجه آن اصلاح عملکردی است – عملکرد زیاد یا ناکافی – که بیماری است.

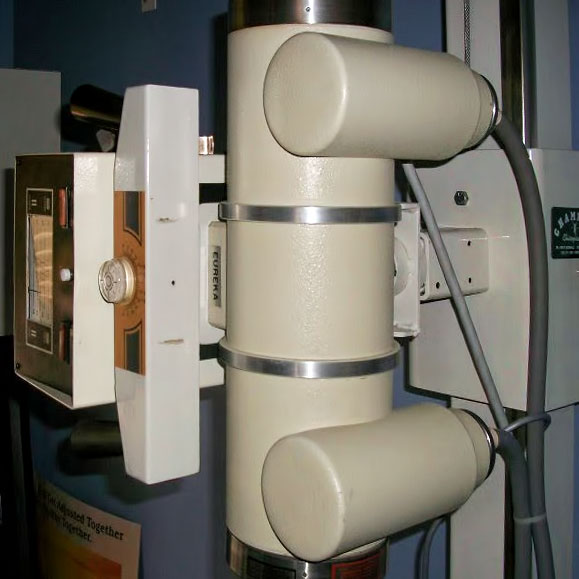
کایروپراکتورها از رادیوگرافی اشعه ایکس برای بررسی ساختار استخوانی بیمار استفاده می‌کنند.

نیمه‌دررفتگی مهره‌ای، مفهوم اصلی کایروپراکتیک سنتی، غیرقابل اثبات و تا حد زیادی آزمایش‌نشده باقی می‌ماند و بحث در مورد اینکه آیا باید آن را در پارادایم کایروپراکتیک نگه داشت، برای دهه‌ها ادامه داشته‌است. به طور کلی، منتقدان کایروپراکتیک سنتی مبتنی بر نیمه‌دررفتگی (از جمله کایروپراکتورها) نسبت به ارزش بالینی، باورهای جزم‌گرایانه و رویکرد متافیزیکی آن تردید دارند. در حالی که کایروپراکتیک مستقیم هنوز ساختار حیاتی سنتی مورد حمایت بنیانگذاران را حفظ می‌کند، کایروپراکتیک مبتنی بر شواهد نشان می‌دهد که یک دیدگاه مکانیکی به کایروپراکتیک اجازه می‌دهد تا در جامعه مراقبت‌های بهداشتی گسترده‌تر ادغام شود. این هنوز یک منبع بحث مداوم در حرفه کایروپراکتیک است، با برخی از دانشکده‌های کایروپراکتیک که هنوز کایروپراکتیک سنتی/مستقیم مبتنی بر نیمه‌دررفتگی را آموزش می‌دهند، در حالی که برخی دیگر به سمت کایروپراکتیک مبتنی بر شواهد حرکت کرده‌اند که پایه‌های متافیزیکی را رد می‌کند و خود را عمدتاً به شرایط عصبی عضلانی اسکلتی محدود می‌کند.
در سال ۲۰۰۵، نیمه‌دررفتگی کایروپراکتیک توسط سازمان جهانی بهداشت به عنوان "ضایعه یا اختلال عملکرد در یک مفصل یا بخش حرکتی تعریف شد که در آن تراز، یکپارچگی حرکت و/یا عملکرد فیزیولوژیکی تغییر می‌کند، اگرچه تماس بین سطوح مفصلی دست نخورده باقی می‌ماند. اساساً یک موجودیت عملکردی است که ممکن است بر یکپارچگی بیومکانیکی و عصبی تأثیر بگذارد." این با تعریف پزشکی نیمه‌دررفتگی به عنوان یک جابجایی ساختاری مهم متفاوت است که می‌تواند با تکنیک‌های تصویربرداری ایستا مانند اشعه ایکس دیده شود. کتاب ترفند یا درمان در سال ۲۰۰۸ بیان می‌کند که "اشعه ایکس نه می‌تواند نیمه‌دررفتگی‌ها و نه هوش ذاتی مرتبط با فلسفه کایروپراکتیک را آشکار کند، زیرا آنها وجود ندارند." وکیل دیوید چپمن اسمیت، دبیر کل فدراسیون جهانی کایروپراکتیک، اظهار داشته‌است که "منتقدان پزشکی پرسیده‌اند که چگونه می‌تواند نیمه‌دررفتگی وجود داشته باشد در حالی که با اشعه ایکس دیده نمی‌شود. پاسخ این است که نیمه‌دررفتگی کایروپراکتیک اساساً یک موجودیت عملکردی است، نه ساختاری، و بنابراین بیشتر از لنگیدن یا سردرد یا هر مشکل عملکردی دیگری در عکسبرداری ایستا با اشعه ایکس قابل مشاهده نیست." شورای عمومی کایروپراکتیک، نهاد نظارتی قانونی برای کایروپراکتورها در بریتانیا، بیان می‌کند که مجموعه نیمه‌دررفتگی مهره‌ای کایروپراکتیک "توسط هیچ‌گونه شواهد تحقیقاتی بالینی پشتیبانی نمی‌شود که اجازه دهد ادعا شود که این مجموعه علت بیماری است."
از سال ۲۰۱۴، هیئت ملی معاینه کنندگان کایروپراکتیک ایالات متحده اظهار می‌دارد: "تمرکز خاص عمل کایروپراکتیک به عنوان نیمه‌دررفتگی کایروپراکتیک یا اختلال عملکرد مفصل شناخته می‌شود. نیمه‌دررفتگی یک نگرانی سلامتی است که در مفاصل اسکلتی آشکار می‌شود و از طریق روابط آناتومیکی و فیزیولوژیکی پیچیده، سیستم عصبی را تحت تأثیر قرار می‌دهد و ممکن است منجر به کاهش عملکرد، ناتوانی یا بیماری شود."

### شبه‌علم در مقابل درمان دستکاری ستون فقرات
در حالی که برخی از کایروپراکتورها عمل خود را به درمان کوتاه مدت شرایط اسکلتی عضلانی محدود می‌کنند، بسیاری به اشتباه ادعا می‌کنند که می‌توانند انواع شرایط دیگر را درمان کنند. برخی بیماران را از دریافت مراقبت‌های پزشکی منصرف می‌کنند، برخی دیگر وانمود می‌کنند که واجد شرایط عمل به عنوان پزشک خانواده هستند.
کوک‌واچ، یک دیده‌بان پزشکی جایگزین، نسبت به مراجعه به کایروپراکتورهایی که موارد زیر را انجام می‌دهند هشدار می‌دهد:
- درمان کودکان خردسال
- جلوگیری از ایمن‌سازی
- وانمود کردن که پزشک خانواده هستند
- گرفتن عکسبرداری کامل از ستون فقرات با اشعه ایکس
- ترویج مکمل‌های غذایی اثبات‌نشده
- مخالف پزشکی علمی هستند
- ادعا می‌کنند که مشکلات غیر عضلانی اسکلتی را درمان می‌کنند

یکی از پزشکان در اسکپتیکال اینکوایرر نوشت، حتی نسبت به کایروپراکتورهایی که صرفاً ادعا می‌کنند شرایط عضلانی اسکلتی را درمان می‌کنند، هشدار داد: 
من فکر می‌کنم درمان دستکاری ستون فقرات (SMT) یک گزینه منطقی برای بیماران است که امتحان کنند ... اما نمی‌توانم با وجدان راحت بیمار را به کایروپراکتور ارجاع دهم ... وقتی کایروپراکتیک مؤثر است، آنچه مؤثر است "کایروپراکتیک" نیست: SMT است. SMT توسط فیزیوتراپیست‌ها، DOها و دیگران نیز ارائه می‌شود. اینها ارائه دهندگان مبتنی بر علم هستند ... اگر فکر می‌کردم که یک بیمار ممکن است از دستکاری سود ببرد، ترجیح می‌دهم او را به یک ارائه دهنده مبتنی بر علم ارجاع دهم.

## محدوده عمل

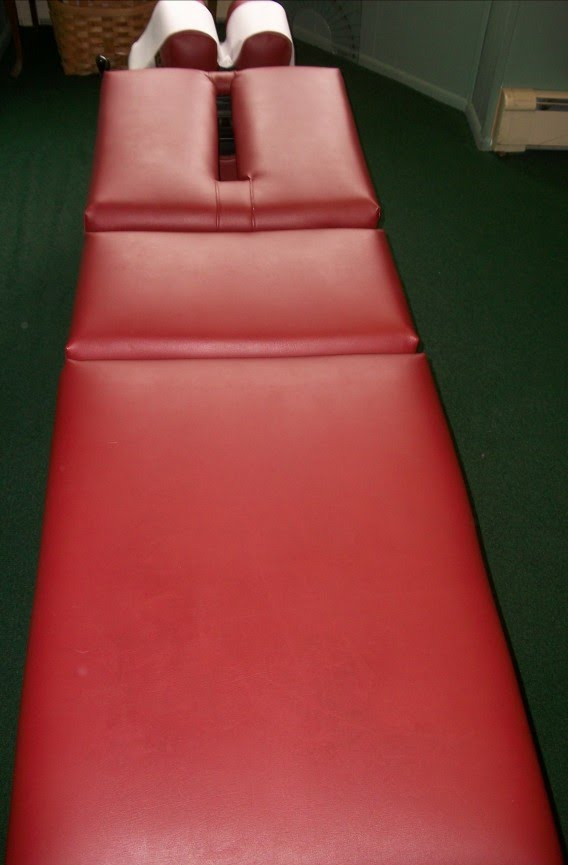
یک میز درمانی در یک مطب کایروپراکتیک

کایروپراکتورها بر مدیریت محافظه‌کارانه دستگاه ماهیچه‌ای‌اسکلتی بدون استفاده از داروها یا جراحی، با تأکید ویژه بر ستون فقرات، تأکید می‌کنند. کمردرد و گردن درد از تخصص‌های کایروپراکتیک هستند اما بسیاری از کایروپراکتورها بیماری‌های دیگری غیر از مسائل عضلانی اسکلتی را درمان می‌کنند. در میان کایروپراکتورها نظرات متفاوتی وجود دارد: برخی معتقد بودند که درمان باید محدود به ستون فقرات، یا کمر و گردن درد باشد. دیگران مخالف بودند. به عنوان مثال، در حالی که یک نظرسنجی در سال ۲۰۰۹ از کایروپراکتورهای آمریکایی نشان داد که ۷۳٪ خود را "متخصص کمردرد/عضله-اسکلتی" طبقه‌بندی می‌کنند، برچسب "متخصصان کمر و گردن درد" توسط ۴۷٪ از آنها به عنوان نامطلوب‌ترین توصیف در نظر گرفته شد. یک نظرسنجی بین‌المللی در سال ۲۰۰۵. کایروپراکتیک جنبه‌هایی را از پزشکی جریان اصلی و جایگزین ترکیب می‌کند، و هیچ توافقی در مورد چگونگی تعریف این حرفه وجود ندارد: اگرچه کایروپراکتورها بسیاری از ویژگی‌های ارائه‌دهندگان مراقبت‌های اولیه را دارند، کایروپراکتیک ویژگی‌های بیشتری از یک تخصص پزشکی مانند دندان‌پزشکی یا پودیاتری دارد. پیشنهاد شده‌است که کایروپراکتورها به جای تلاش برای درمان سایر مشکلات، در مراقبت از ستون فقرات غیر جراحی تخصص داشته باشند، اما دیدگاه گسترده‌تر کایروپراکتیک همچنان گسترده‌است.
سازمان‌های مراقبت‌های بهداشتی جریان اصلی و دولتی مانند سازمان جهانی بهداشت، کایروپراکتیک را به‌عنوان طب مکمل و جایگزین (CAM) در نظر می‌گیرند. و یک مطالعه در سال ۲۰۰۸ گزارش داد که ۳۱٪ از کایروپراکتورهای مورد بررسی، کایروپراکتیک را به عنوان CAM، ۲۷٪ به عنوان پزشکی یکپارچه و ۱۲٪ به عنوان پزشکی جریان اصلی طبقه‌بندی کردند. بسیاری از کایروپراکتورها معتقدند که آنها ارائه دهندگان مراقبت‌های اولیه هستند، از جمله کایروپراکتورهای ایالات متحده و بریتانیا، اما طول، وسعت و عمق آموزش بالینی کایروپراکتیک از الزامات در نظر گرفتن به عنوان ارائه دهندگان مراقبت‌های اولیه پشتیبانی نمی‌کند، بنابراین نقش آنها در مراقبت‌های اولیه محدود و مورد مناقشه است.
کایروپراکتیک با چندین شکل دیگر از درمان دستی، از جمله ماساژ درمانی، استئوپاتی، فیزیوتراپی و طب ورزشی همپوشانی دارد. کایروپراکتیک مستقل از پزشکی جریان اصلی و رقابتی با آن است، و استئوپاتی در خارج از ایالات متحده عمدتاً یک سیستم پزشکی دستی باقی می‌ماند. فیزیوتراپیست‌ها در کنار پزشکی جریان اصلی کار می‌کنند و با آن همکاری می‌کنند، و طب استئوپاتی در ایالات متحده با حرفه پزشکی ادغام شده‌است. متخصصان ممکن است این رویکردهای رقیب را از طریق ادعاهایی مبنی بر اینکه در مقایسه با سایر درمانگران، کایروپراکتورها به شدت بر دستکاری ستون فقرات تأکید می‌کنند، تمایل به استفاده از تکنیک‌های دستکاری محکم‌تر دارند و مراقبت‌های نگهداری را ترویج می‌کنند، متمایز کنند. که استئوپات‌ها از طیف وسیع‌تری از روش‌های درمانی استفاده می‌کنند. و اینکه فیزیوتراپیست‌ها بر ماشین آلات و ورزش تأکید دارند.
تشخیص کایروپراکتیک ممکن است شامل طیف وسیعی از روش‌ها از جمله تصویربرداری اسکلتی، ارزیابی‌های مشاهده‌ای و لمسی، و ارزیابی ارتوپدی و عصبی باشد. یک کایروپراکتور همچنین ممکن است بیمار را به یک متخصص مناسب ارجاع دهد، یا با یک ارائه دهنده مراقبت‌های بهداشتی دیگر همکاری کند. مدیریت رایج بیمار شامل دستکاری ستون فقرات (SM) و سایر درمان‌های دستی برای مفاصل و بافت‌های نرم، تمرینات توانبخشی، ارتقاء سلامت، روش‌های الکتریکی، روش‌های مکمل و مشاوره شیوه زندگی است.

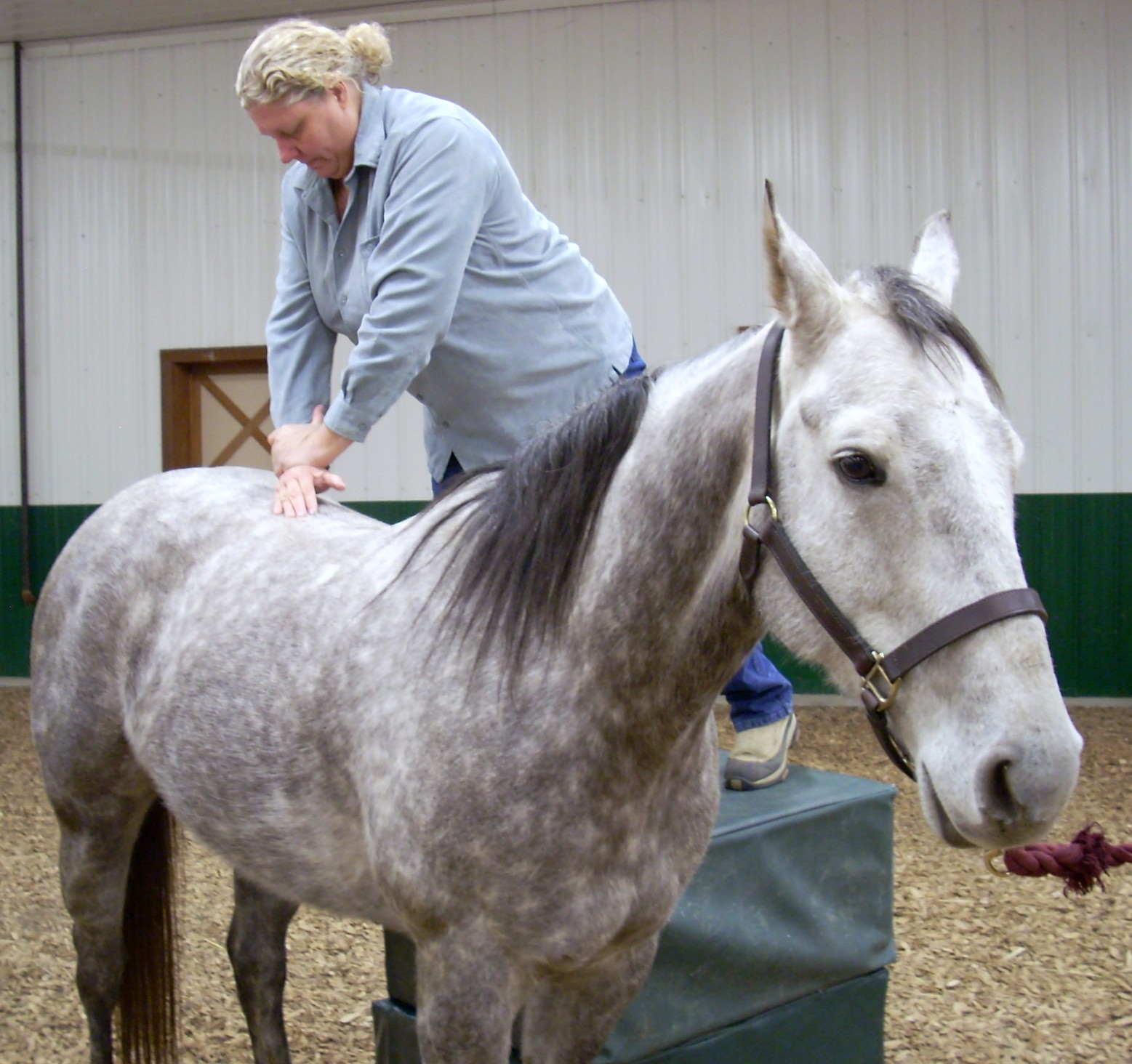
اصلاح کایروپراکتیک یک اسب

کایروپراکتورها معمولاً مجوز نوشتن نسخه پزشکی یا انجام جراحی‌های بزرگ در ایالات متحده را ندارند (اگرچه نیومکزیکو اولین ایالت ایالات متحده است که به کایروپراکتورهای آموزش دیده "عملکرد پیشرفته" اجازه می‌دهد تا داروهای خاصی را تجویز کنند). در ایالات متحده، دامنه عملکرد آنها بر اساس ایالت متفاوت است، بر اساس دیدگاه‌های متناقض در مورد مراقبت‌های کایروپراکتیک: برخی از ایالت‌ها، مانند آیووا، به طور گسترده‌ای اجازه درمان "بیماری‌های انسانی" را می‌دهند. برخی، مانند دلاور، از مفاهیم مبهمی مانند "انتقال انرژی عصبی" برای تعریف دامنه عمل استفاده می‌کنند. برخی دیگر، مانند نیوجرسی، دامنه به شدت محدودی را مشخص می‌کنند. ایالت‌های ایالات متحده همچنین در مورد اینکه آیا کایروپراکتورها می‌توانند آزمایش‌های آزمایشگاهی یا روش‌های تشخیصی را انجام دهند، مکمل‌های غذایی را تجویز کنند، یا از درمان‌های دیگری مانند هومیوپاتی و طب سوزنی استفاده کنند، متفاوت هستند. در اورگن آنها می‌توانند گواهی انجام جراحی‌های جزئی و زایمان کودکان از طریق زایمان طبیعی را دریافت کنند. یک نظرسنجی در سال ۲۰۰۳ از کایروپراکتورهای آمریکای شمالی نشان داد که اکثریت جزئی از اجازه دادن به آنها برای نوشتن نسخه برای داروهای بدون نسخه حمایت می‌کنند. یک نظرسنجی در سال ۲۰۱۰ نشان داد که ۷۲٪ از کایروپراکتورهای سوئیسی توانایی خود را برای تجویز داروهای بدون نسخه به عنوان یک مزیت برای درمان کایروپراکتیک می‌دانند.
یک رشته مرتبط، کایروپراکتیک دامپزشکی، درمان‌های دستی را برای حیوانات به کار می‌گیرد و در بسیاری از ایالت‌های ایالات متحده به رسمیت شناخته شده‌است، اما توسط انجمن کایروپراکتیک آمریکا به عنوان کایروپراکتیک شناخته نمی‌شود. این موضوع در بخش‌های خاصی از حرفه‌های دامپزشکی و کایروپراکتیک بحث‌برانگیز است.
هیچ حرفه‌ای «صاحب» دستکاری ستون فقرات نیست و اجماع کمی در مورد اینکه کدام حرفه باید SM را مدیریت کند، وجود دارد، که نگرانی‌هایی را توسط کایروپراکتورها ایجاد می‌کند که سایر پزشکان می‌توانند روش‌های SM را از کایروپراکتورها «بدزدند». تمرکز بر تحقیقات SM مبتنی بر شواهد نیز نگرانی‌هایی را ایجاد کرده‌است که دستورالعمل‌های عملی حاصل می‌تواند دامنه عملکرد کایروپراکتیک را برای درمان کمر و گردن محدود کند. دو ایالت ایالات متحده (واشینگتن و آرکانزاس) فیزیوتراپیست‌ها را از انجام SM منع می‌کنند، برخی از ایالت‌ها به آنها اجازه می‌دهند این کار را فقط در صورتی انجام دهند که آموزش پیشرفته‌ای را در SM گذرانده باشند، و برخی از ایالت‌ها فقط به کایروپراکتورها اجازه می‌دهند SM را انجام دهند، یا فقط کایروپراکتورها و پزشکان. لوایحی برای ممنوعیت بیشتر غیر کایروپراکتورها از انجام SM به طور منظم به مجالس ایالتی معرفی می‌شوند و توسط سازمان‌های فیزیوتراپیست با آنها مخالفت می‌شود.

## درمان‌ها

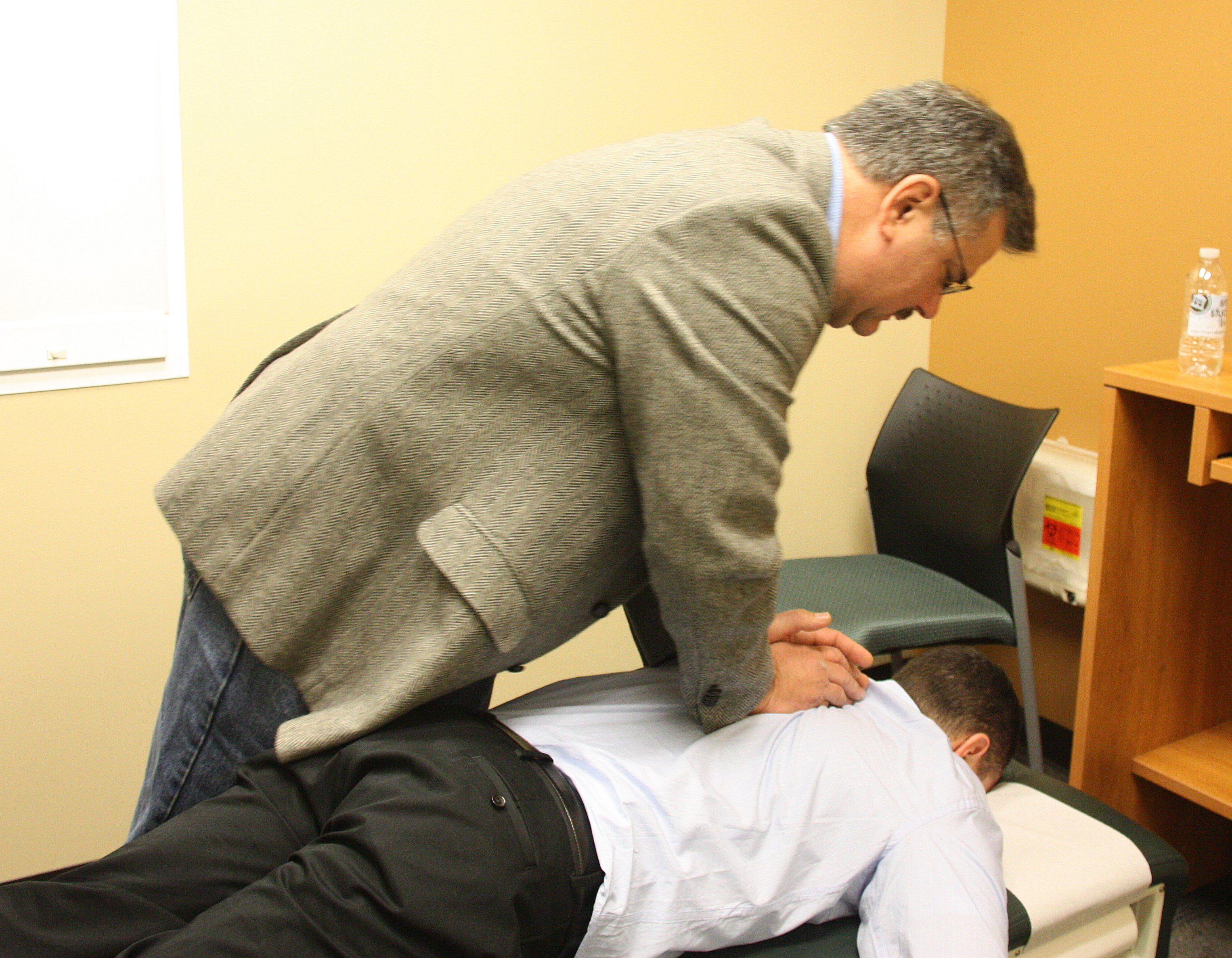
یک کایروپراکتور یک عمل اصلاحی را روی بیمار انجام می‌دهد.

دستکاری ستون فقرات، که کایروپراکتورها آن را "تنظیم ستون فقرات" یا "تنظیم کایروپراکتیک" می‌نامند، رایج‌ترین درمان مورد استفاده در مراقبت‌های کایروپراکتیک است. دستکاری ستون فقرات یک مانور دستی غیرفعال است که طی آن یک مجموعه سه مفصلی از دامنه حرکتی طبیعی خارج می‌شود، اما نه آنقدر که باعث دررفتگی یا آسیب مفصل شود. عامل تعیین کننده آن یک رانش پویا است که یک نیروی ناگهانی است که باعث رهایی شنیداری می‌شود و تلاش می‌کند دامنه حرکتی مفصل را افزایش دهد. رانش‌های دستکاری ستون فقرات با سرعت بالا و دامنه پایین (HVLA-SM) دارای اثرات فیزیولوژیکی هستند که بسته به مدت و دامنه رانش، عواملی هستند که درجه فعال شدن دوک‌های عضلانی پاراسپینال را درگیر می‌کنند. مهارت بالینی در استفاده از رانش‌های HVLA-SM بستگی به توانایی پزشک در کنترل مدت و بزرگی بار دارد. به‌طور کلی‌تر، درمان دستکاری ستون فقرات (SMT) تکنیک‌هایی را توصیف می‌کند که در آن دست‌ها برای دستکاری، ماساژ، بسیج، تنظیم، تحریک، اعمال کشش یا تأثیرگذاری بر ستون فقرات و بافت‌های مرتبط استفاده می‌شوند.
چندین مدرسه از تکنیک‌های تنظیم کایروپراکتیک وجود دارد، اگرچه بیشتر کایروپراکتورها تکنیک‌هایی را از چندین مدرسه ترکیب می‌کنند. روش‌های تنظیم زیر توسط بیش از ۱۰٪ از بیماران کایروپراکتورهای دارای مجوز ایالات متحده در یک نظرسنجی در سال ۲۰۰۳ دریافت شد: تکنیک متنوع (دستکاری کامل ستون فقرات، با استفاده از تکنیک‌های مختلف)، تنظیم اندام، تکنیک فعال‌کننده (که از ابزار فنری برای ارائه تنظیمات دقیق به ستون فقرات استفاده می‌کند)، تکنیک تامپسون (که بر یک میز قطره‌ای و پروتکل‌های رویه‌ای دقیق متکی است)، گانستد (که بر ارزیابی ستون فقرات به همراه تنظیم خاصی که از بردارهای چرخشی اجتناب می‌کند، تأکید می‌کند)، Cox/flexion-distraction (یک روش تنظیم ملایم و کم‌نیرو که کایروپراکتیک را با اصول استئوپاتی مخلوط می‌کند و از میزهای تنظیم تخصصی با قطعات متحرک استفاده می‌کند)، ابزار تنظیم، تکنیک خاجی-اکسیپیتال (که ستون فقرات را به عنوان یک نوار پیچشی مدل می‌کند)، تکنیک گیرنده-تونوس نیمو، کینزیولوژی کاربردی (که بر "تست عضلانی" به عنوان یک ابزار تشخیصی تاکید می‌کند)، و کرانیال. بیوفیزیک کایروپراکتیک از توابع معکوس چرخش در طول دستکاری ستون فقرات استفاده می‌کند. تکنیک خاص کورن (KST) ممکن است از دستان خود استفاده کند، یا ممکن است از یک دستگاه الکتریکی معروف به "ArthroStim" برای ارزیابی و دستکاری ستون فقرات استفاده کند.